# 圣墓教堂 (比萨)

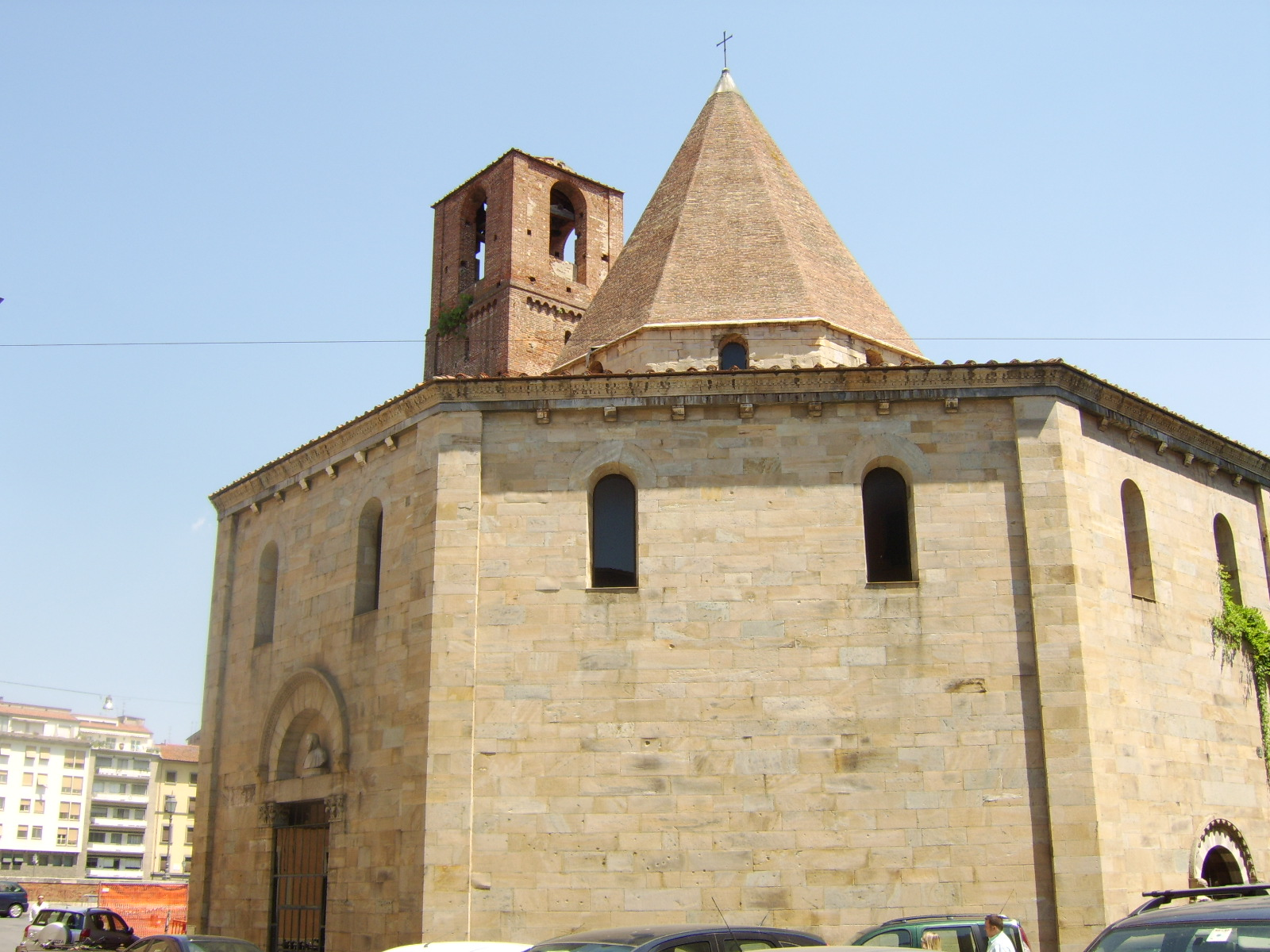
外观

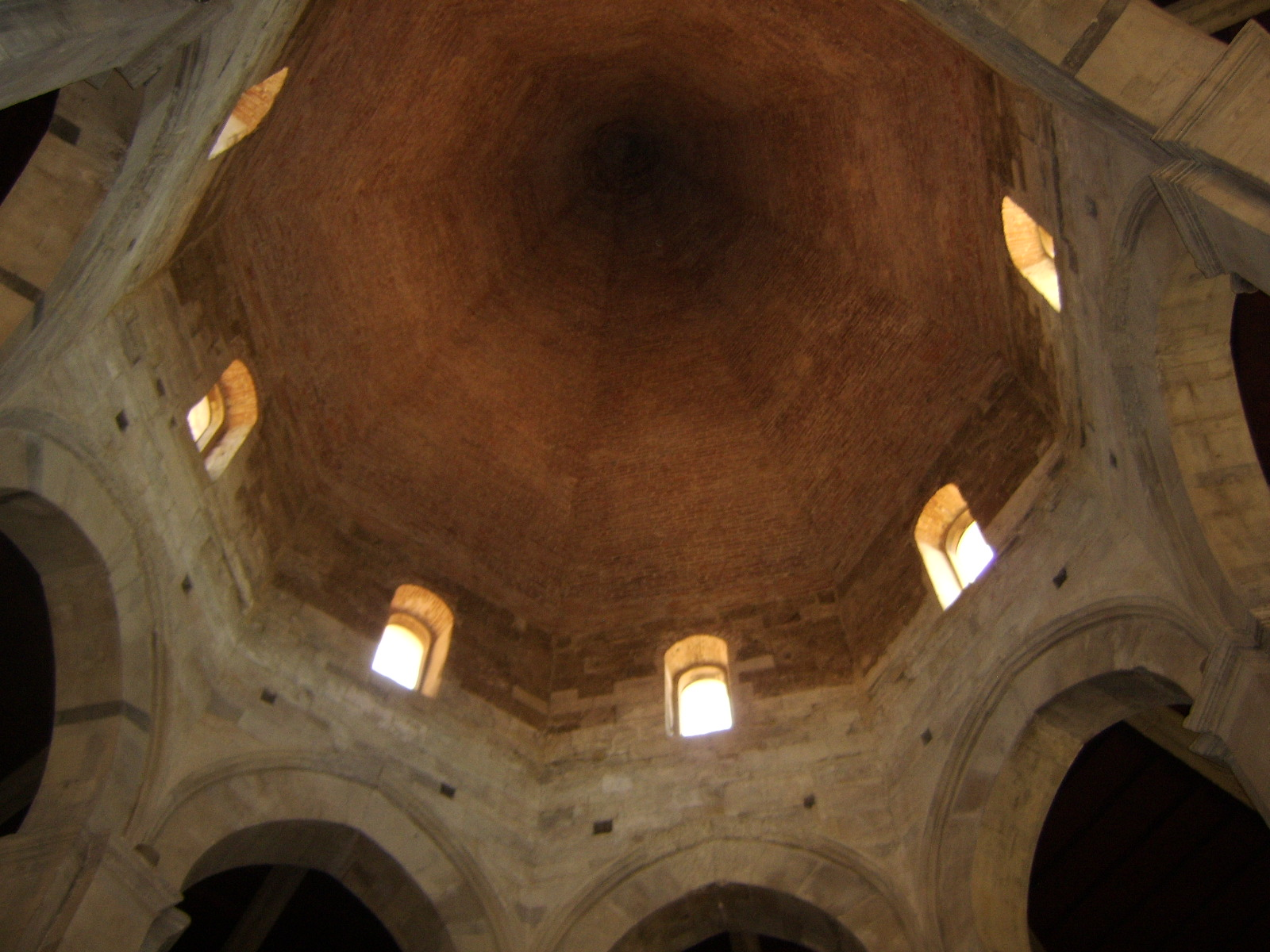
穹顶内部

圣墓教堂（意大利语：Chiesa del Santo Sepolcro）是意大利比萨的一座教堂。
它建于12世纪初，由迪奥提撒威（字面意思是“上帝拯救你”）设计。他在四十多年后又设计了比萨主教座堂的洗礼堂。。它有一个八角形的平面。 
归属于[圣墓]是后者的文物这当中的任何比萨大主教进行参考。这种结构类似于确实[岩石]的圆顶]在[]，由十字军1099征服。
命名为圣墓教堂，是因为比萨总主教达戈贝尔曾参加第一次十字军，从耶路撒冷带回了圣物。该建筑确实类似于耶路撒冷的圆顶清真寺。
门上装饰着大理石的动物和狮子的头。内部在1720年修复，巴洛克风格，在19世纪被摧毁。未完成的小钟楼为比萨-罗马式风格，矩形平面。